# تقانة النانو
تقنية الجزيئات متناهية الصغر أو تقانة الصغائر أو تقانة النانو هي العلم الذي يهتم بدراسة معالجة المادة على المقياس الذري والجزيئي. تهتم تقانة النانو بابتكار تقنيات ووسائل جديدة تقاس أبعادها بالنانومتر وهو جزء من الألف من الميكرومتر أي جزء من المليون من المليمتر.
عادة تتعامل تقانة النانو مع قياسات بين 1 إلى 100 نانومتر أي تتعامل مع تجمعات ذرية تتراوح بين خمس ذرات إلى ألف ذرة. وهي أبعاد أقل كثيرا من أبعاد البكتيريا والخلية الحية. حتى الآن لا تختص هذه التقنية بعلم الأحياء بل تهتم بخواص المواد، وتتنوع مجالاتها بشكل واسع من أشباه الموصلات إلى طرق حديثة تماما معتمدة على التجميع الذاتي الجزيئي. هذا التحديد بالقياس يقابله اتساع في طبيعة المواد المستخدمة، فتقانة النانو تتعامل مع أي ظواهر أو بنايات على مستوى النانو الصغير. مثل هذه الظواهر النانوية يمكن أن تتضمن تقييد كمي التي تؤدي إلى ظواهر كهرومغناطيسية وبصرية جديدة للمادة التي يبلغ حجمها بين حجم الجزيء وحجم المادة الصلبة المرئي. تتضمن الظواهر النانوية أيضا تأثير جيبس-تومسون - وهو انخفاض درجة انصهار مادة ما عندما يصبح قياسها نانويا، اما عن بنايات النانو فأهمها أنابيب النانو الكربونية.
يستخدم بعض الكتاب الصحفيين أحيانا مصطلح (تقانة الصغائر للتعبير عن النانو) رغم عدم دقته، فهو لا يحدد مجاله في تقانة النانو أو الميكرونية إضافة إلى التباس كلمة صغائر التي قد تفهم بمعنى جسيم لأن البعض يسمي الجسيمات بالدقائق.
علوم النانو وتقانة النانو إحدى مجالات علوم المواد واتصالات هذه العلوم مع الفيزياء، الهندسة الميكانيكية والهندسة الحيوية والهندسة الكيميائية تشكل تفرعات واختصاصات فرعية متعددة ضمن هذه العلوم وجميعها يتعلق ببحث خواص المادة على هذا المستوى الصغير.
وتكمن صعوبة تقانة النانو في مدى إمكانية السيطرة على الذرات بعد تجزئة المواد المتكونة منها. فهي تحتاج بالتالي إلى أجهزة دقيقة جدا من جهة حجمها ومقاييسها وطرق رؤية الجزيئات تحت الفحص. كما أن صعوبة التوصل إلى قياس دقيق عند الوصول إلى مستوى الذرة يعد صعوبة أخرى تواجه هذا العلم الجديد الناشئ. بالإضافة ما يزال هناك جدل ومخاوف من تأثيرات تقانة النانو، وضرورة ضبطها.

## الأصول

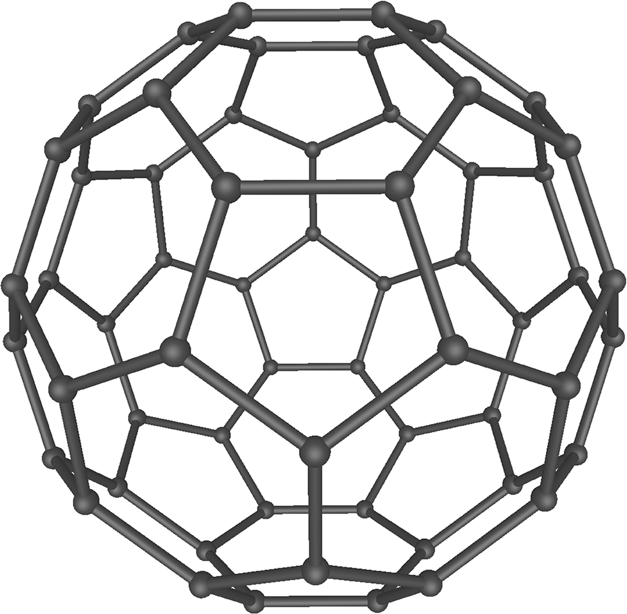
نموذج ثلاثي الأبعاد لجزيء EN: C60 ، يسمى أيضًا "Buckyball". تم إنشاؤه بواسطة Michael Ströck (MSTROECK) في 6 فبراير 2006 في IMOL لـ Mac OS X و Photoshop CS2.

نوقشت المفاهيم الأولى لتكنولوجيا النانو في عام 1959 من قبل الفيزيائي الشهير ريتشارد فاينمان في محاضرة بعنوان «هناك مساحة كبيرة في القاع»، حين وصف إمكانية صنع مُركبات من خلال التلاعب المباشر بالذرات.
استُخدم مصطلح «تكنولوجيا النانو» لأول مرة من قِبل نوريو تانيجوتشي في عام 1974، على الرغم من أن المصطلح لم يكن معروفًا على نطاق واسع. استخدم كاي. إريك دريكسلر مصطلح «تكنولوجيا النانو» في كتابه «محركات التكوين: العصر القادم لتكنولوجيا النانو»، والذي اقترح فيه فكرة «المجمّع» على مقياس النانو والذي سيكون قادرًا على بناء نسخ من نفسه ومن عناصر أخرى معقدة عن طريق التحكم الذري. وفي عام 1986، شارك دريكسلر في تأسيس معهد فورسايت (الذي لم يعد تابعًا له) للمساعدة في زيادة الوعي العام وفهم مفاهيم تكنولوجيا النانو وآثارها.
ظهرت تكنولوجيا النانو كمجال بحثي في ثمانينات القرن العشرين من خلال العمل النظري والعام لدريكسلر، الذي طور إطارًا مفاهيميًا لتكنولوجيا النانو، وأدى إلى تقدم تجريبي واضح لفت انتباهًا إضافيًا على نطاق واسع لتكنولوجيا التحكم الذري وإمكانياتها. في ثمانينات القرن العشرين، أدى إنجازان رئيسيان إلى نمو تكنولوجيا النانو في العصر الحديث. أولًا، اختراع مجهر المسح النفقي في عام 1981 الذي وفّر تصورًا غير مسبوق للذرات الفردية وروابطها، واستُخدم بنجاح في التلاعب في الذرات الفردية في عام 1989. حصل مطورو المجهر، جيرد بينيج وهاينريش روهرر، من مختبر أبحاث آي بي إم في زيورخ على جائزة نوبل في الفيزياء عام 1986. بالإضافة إلى ذلك، اخترع بينيج وكوايت وجربر مجهر القوة الذرية المماثل في ذلك العام.
ثانيًا، اكتُشف الفوليرين في عام 1985 من قبل هاري كروتو وريتشارد سمالي وروبرت كورل، الذين فازوا معًا بجائزة نوبل في الكيمياء عام 1996. لم يُوصف نظير الكربون C60 في البداية على أنه تكنولوجيا نانوية؛ استُخدم المصطلح خلال العمل اللاحق مع الأنابيب النانوية الكربونية ذات الصلة (التي تُسمى أحيانًا أنابيب الجرافين أو أنابيب بوكي) ما أتاح تطبيقات محتملة للإلكترونيات والأجهزة النانوية. يُعزى اكتشاف الأنابيب النانوية الكربونية إلى حد كبير إلى سوميو إيجيما من شركة إن إي سي في عام 1991، والتي فاز بسببها بجائزة كافلي الافتتاحية لعام 2008 في علم النانو.
اقترح إيه. روز في البداية بناء ترانزستور تقاطعي معدني شبه موصل بقاعدة نانوية (تقاطع إم إس) في البداية عام 1960، وقد صنعه إل. جيبيرت ومحمد عطا الله وداون كانج في عام 1960. بعد عقود، أتاحت التطورات في تكنولوجيا الأجهزة متعددة البوابات إمكانية تصغير أجهزة ترانزستور الأثر الحقلي للأكاسيد المعدنية لأشباه الموصلات (موسفيت) إلى مستويات النطاق النانوي التي يقل طولها عن 20 نانومتر، بدءًا من ترانزستور فنفيت (ترانزستور تأثير المجال الزعنفي)، الذي هو جهاز موسفيت ثلاثي الأبعاد غير مستوٍ مزدوج البوابة. في جامعة كاليفورنيا في بيركلي، قام فريق من الباحثين يشمل ديغ هيساموتو وتشينمينغ هو وتسو جاي كينغ ليو وجيفري بوكور وآخرون بتصنيع أجهزة فنفيت وصل طولها إلى 17 نانومتر في عام 1998، ثم إلى 15 نانومتر في عام 2001، ثم إلى 10 نانومتر في عام 2002.
في أوائل العقد الأول من القرن الحادي والعشرين، اكتسب هذا المجال اهتمامًا علميًا وسياسيًا وتجاريًا متزايدًا أدى إلى جدل وتقدم في هذا المجال. ظهر جدل بشأن التعاريف والآثار المحتملة لتقنيات النانو، كما يتضح من تقرير الجمعية الملكية حول تكنولوجيا النانو. أثيرت تحديات فيما يتعلق بجدوى التطبيقات التي تصورها دعاة تكنولوجيا النانو الجزيئية، والتي بلغت ذروتها في نقاش عام بين دريكسلر وسمالي في عامي 2001 و2003.
في نفس الفترة، بدأ تسويق المنتجات القائمة على التطورات في تقنيات النانو. تقتصر هذه المنتجات على التطبيقات الضخمة للمواد النانوية ولا تتضمن تحكمًا ذريًا بالمادة. تتضمن بعض الأمثلة منصة الفضة النانوية التي تشمل استخدام جسيمات فضة نانوية كعامل مضاد للبكتيريا، وواقيات شمس شفافة قائمة على الجسيمات النانوية، وتقوية ألياف الكربون باستخدام جسيمات السيليكا النانوية، وأنابيب كربونية نانوية لصناعة النسيج المقاومة للبقع.
تحركت الحكومات لتعزيز وتمويل الأبحاث في مجال تكنولوجيا النانو، كما هو الحال في الولايات المتحدة التي أطلقت مبادرة النانو الوطنية، التي صاغت تعريفًا حجميًا لتكنولوجيا النانو ووفرت تمويلًا للبحوث على النطاق النانوي، وفي أوروبا عبر هيئة البرامج للأبحاث والتطور التكنولوجي. بحلول منتصف العقد الأول من القرن الحادي والعشرين، بدأ الاهتمام العلمي الجديد بالازدهار. ظهرت مشاريع جديدة لإنتاج خطط مستقبلية لتكنولوجيا النانو والتي تركز على تحقيق معالجة ذرية دقيقة للمادة وتناقش القدرات والأهداف والتطبيقات الحالية والمتوقعة.
في عام 2006، طور فريق من الباحثين الكوريين من المعهد الكوري المتقدم للعلوم والتكنولوجيا ومركز نانو فاب الوطني جهاز موسفيت بعرض 3 نانومتر، وهو أصغر جهاز إلكتروني نانوي في العالم.
أنشأت أكثر من ستين دولة برامج حكومية للبحث والتطوير في مجال تكنولوجيا النانو بين عامي 2001 و2004. تم تجاوز التمويل الحكومي من خلال إنفاق الشركات على البحث والتطوير في مجال تكنولوجيا النانو، إذ يأتي معظم التمويل من الشركات الموجودة في الولايات المتحدة واليابان وألمانيا. كانت المنظمات الخمس الأولى التي قدمت معظم براءات الاختراع الفكرية في مجال تكنولوجيا النانو بين عامي 1970 و 2011 هي سامسونج (2578 براءة اختراع أولى) وشركة نيبون للصلب (1490 براءة اختراع أولى) وآي بي إم (1360 براءة اختراع) وتوشيبا (1298 براءة اختراع أولى) وكانون (1162 براءة اختراع أولى). كانت المنظمات الخمس الأولى التي نشرت معظم الأوراق العلمية حول أبحاث تكنولوجيا النانو بين عامي 1970 و2012 هي الأكاديمية الصينية للعلوم والأكاديمية الروسية للعلوم والمركز الوطني للبحوث العلمية وجامعة طوكيو وجامعة أوساكا.

## تقنية النانو

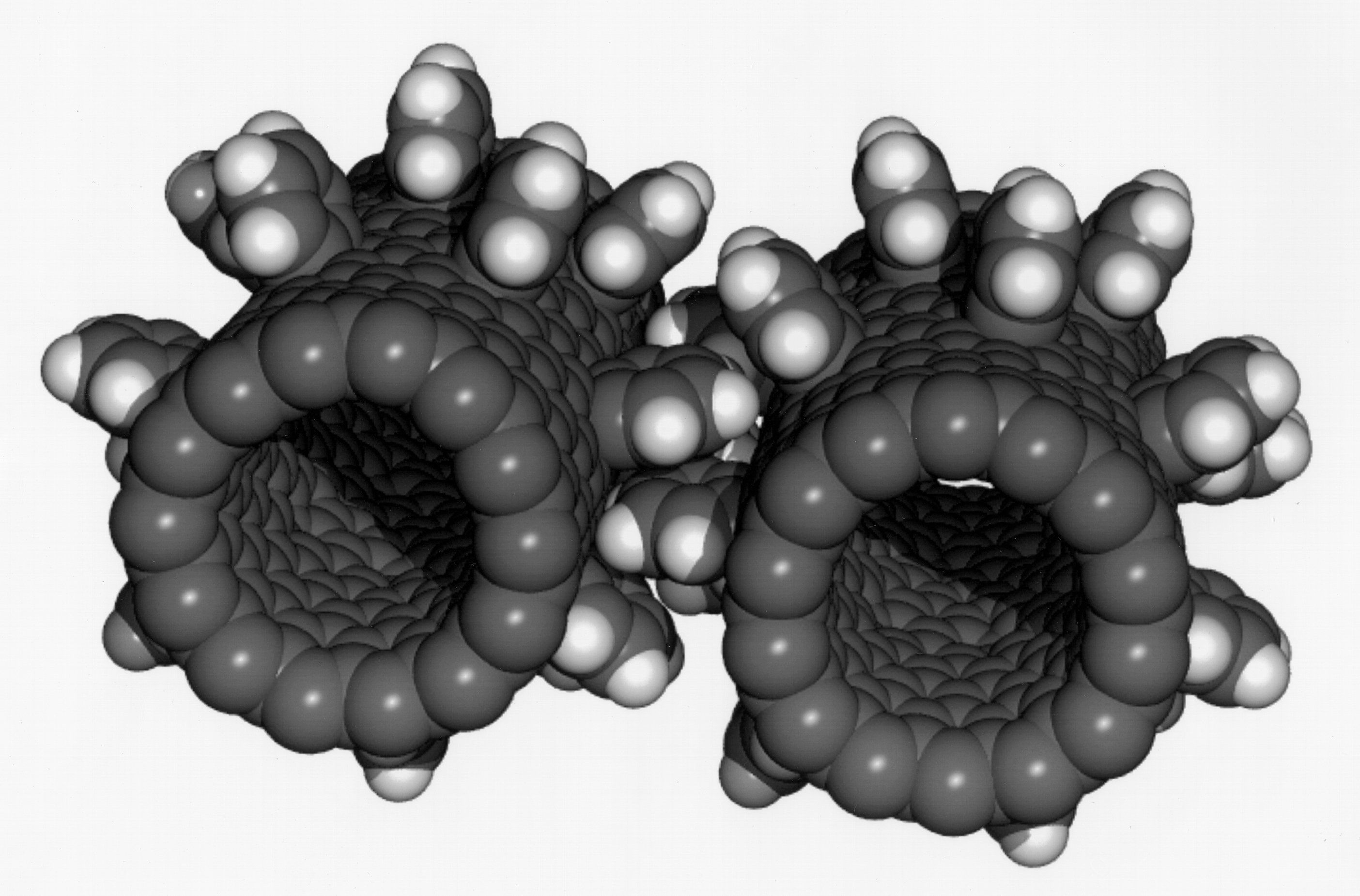
جزيئات الفوليرين النانوية

لقد كان التطور التقني الهائل هو السمة الفريدة في القرن العشرين الذي ودعناه قبل بضع سنوات، وقد أجمع الخبراء على أن أهم تطور تقني في النصف الأخير من القرن الحالي هو اختراع إلكترونيات السيليكون أو الترانزيستور والمعامل الإلكتروني، فقد أدى تطويرها إلى ظهور ما يسمى بالشرائح الصغرية والتي أدت إلى ثورة تقنية في جميع المجالات مثل الاتصالات والحاسوب والطب وغيرها. فحتى عام 1950 لم يوجد سوى التلفاز الأبيض والأسود، وكانت هناك فقط عشرة حواسيب في العالم أجمع. ولم تكن هناك هواتف نقالة أو ساعات رقمية أو الإنترنت، كل هذه الاختراعات يعود الفضل فيها إلى الشرائح الصغرية والتي أدى ازدياد الطلب عليها إلى انخفاض أسعارها بشكل سهل دخولها في تصنيع جميع الإلكترونيات الاستهلاكية التي تحيط بنا اليوم. وخلال السنوات القليلة الفائتة، برز إلى الأضواء مصطلح جديد ألقى بثقله على العالم وأصبح محط الاهتمام بشكل كبير، هذا المصطلح هو «تقنية النانو».
هذه التقنية الواعدة تبشر بقفزة هائلة في جميع فروع العلوم والهندسة، ويرى المتفائلون أنها ستلقي بظلالها على كافة مجالات الطب الحديث والاقتصاد العالمي والعلاقات الدولية وحتى الحياة اليومية للفرد العادي فهي وبكل بساطة ستمكننا من صنع أي شيء نتخيله وذلك عن طريق صف جزيئات المادة إلى جانب بعضها البعض بشكل لا نتخيله وبأقل كلفة ممكنة، فلنتخيل حواسيبَ خارقة الأداء يمكن وضعها على رؤوس الأقلام والدبابيس، ولنتخيل أسطولا من روبوتات النانو الطبية والتي يمكن لنا حقنها في الدم أو ابتلاعها لتعالج الجلطات الدموية والأورام والأمراض المستعصية.
والنانو هي مجال العلوم التطبيقية والتقنية تغطي مجموعة واسعة من المواضيع. توحيد الموضوع الرئيسي هو السيطرة على أي أمر من حجم أصغر من الميكروميتر، كذلك تصنيع الأجهزة نفسه على طول هذا الجدول. وهو ميدان متعدد الاختصاصات العالية، مستفيدا من المجالات مثل علم صمغي الجهاز مدد الفيزياء والكيمياء. هناك الكثير من التكهنات حول ما جديد العلم والتقنية قد تنتج عن هذه الخطوط البحثية. فالبعض يرى النانو تسويق مصطلح يصف موجودة من قبل الخطوط البحوث التطبيقية إلى اللجنة الفرعية حجم ميكرون واسع. رغم بساطة ما لهذا التعريف، النانو عليا تضم مختلف مجالات التحقيق. النانو يتخلل مجالات عديدة، بما فيها صمغي العلوم والكيمياء والبيولوجيا والفيزياء التطبيقية. فانه يمكن أن يعتبر امتدادا للعلوم في القائمة، تقدر إما إعادة صياغة العلوم القائمة باستخدام أحدث وأكثر الوسائل عصرية. فهناك نهجين رئيسيين تستخدم تقنية النانو: فهو «القاعدة» التي هي مواد وأدوات البناء من الجزيئات التي تجمع بينها عناصر كيميائية تستخدم مبادئ الاعتراف الجزيئي؛ الآخر «من القمة إلى القاعدة» التي تعارض هي نانو مبنى أكبر من الكيانات دون المستوى الذري. زخم النانو نابعة من اهتمام جديد صمغي العلوم إضافة جيل جديد من الأدوات التحليلية مثل مجهر القوة الذرية (ساحة) ومسح حفر نفق المجهر (آلية المتابعة. العمليات المشتركة والمكررة مثل شعاع الإلكترون والطباعة الحجرية هاتين الأداتين في التلاعب المتعمد، نانوستروستوريس وهذا بدوره أدى إلى رصد ظواهر جديدة. النانو أيضا مظله وصف التطورات التقنية الناشئة المرتبطة الفرعية المجهري الأبعاد. على الرغم من الوعد العظيم التقنيات المتناهية الدقة عديدة مثل حجم النقاط والنانومتريه، حقيقي الطلبات التي خرجت من المختبر إلى السوق والتي تستخدم أساسا مزايا صمغي نانوبارتيكليس في معظم شكل مثل سمرة الشمس المستحضر ومستحضرات التجميل والطلاءات الواقية وصمة المقاومة الملابس.
يعتقد العلماء أن تقنية النانو ستحل مجموعة من التحديات التي تواجه البشرية كالأمراض وتوفير المياه النظيفة للجميع فضلا عن رحلات فضائية رخيصة لا تؤثر فيها الإشعاعات.
إن أصل كلمة «النانو» مشتق من الكلمة الاغريقية «نانوس» وهي كلمة إغريقية تعني القزم ويقصد بها، كل شيء صغير وهنا تعني تقنية المواد المتناهية في الصغر أو التكنولوجيا المجهرية الدقيقة أوتكنولوجيا المنمنمات. وعلم النانو هو دراسة المبادئ الأساسية للجزيئات والمركبات التي لا يتجاوز قياسه الـ 100 نانو متر، فالنانو هو أدق وحدة قياس مترية معروفة حتى الآن، ويبلغ طوله واحد من بليون من المتر أي ما يعادل عشرة أضعاف وحدة القياس الذري المعروفة بالأنغستروم، ويعرَّف النانومتر بأنه جزء من البليون من المتر، وجزء من الالف من الميكرومتر. ولتقريب هذا التعريف إلى الواقع فان قطر شعرة الرأس يساوي تقريبا 75000 نانومتر، كما ان حجم خلية الدم الحمراء يصل إلى 2000 نانومتر، ويعتبر عالم النانو الحد الفاصل بين عالم الذرات والجزيئات وبين عالم الماكرو.

## ضآلة متناهية
لنتخيل شيئا في متناول أيدينا على سبيل المثال مكعب من الذهب طول ضلعه متر واحد ولنقطعه بأداة ما طولا وعرضا وارتفاعا سيكون لدينا ثمانية مكعبات طول ضلع الواحد منها 50 سنتيمترا، وبمقارنة هذه المكعبات بالمكعب الأصلي نجد أنها ستحمل جميع خصائصه كاللون الأصفر اللامع والنعومة وجودة التوصيل ودرجة الانصهار وغيرها من الخصائص ماعدا القيمة النقدية بالطبع، ثم سنقوم بقطع واحد من هذه المكعبات إلى ثمانية مكعبات أخرى، وسيصبح طول ضلع الواحد منها 25 سنتيمترا وستحمل نفس الخصائص بالطبع، وسنقوم بتكرار هذه العملية عدة مرات وسيصغر المقياس في كل مرة من السنتيمتر إلى المليمتر وصولا إلى الميكرومتر. وبالاستعانة بمكبر مجهري وأداة قطع دقيقة سنجد أن الخواص ستبقى كما هي عليه وهذا واقع مجرب في الحياة العملية، فخصائص المادة على مقياس الميكرومتر فأكبر لا تعتمد على الحجم.

## تحديات تواجه النانو
عودة إلى موضوع الشرائح الصغرية، قد يكون من المناسب أن نذكر القانونين التجريبين الذين وضعهما جوردون مور رئيس شركة إنتل العالمية ليصف بهما التغير المذهل في إلكترونيات الدوائر المتكاملة.
فقانون مور الأول ينص على أن المساحة اللازمة لوضع الترانزيستور في شريحة يتضاءل بحوالي النصف كل 18 شهرا. هذا يعني أن المساحة التي كانت تتسع لترانزستور واحد فقط قبل 15 سنة يمكنها أن تحمل حوالي 1’000 ترانزستور في أيامنا هذه، ويمكن توضيح القانون بالنظر إلى الرسم البياني التالي:
قانون مور الثاني يحمل أخبارا قد تكون غير مشجعة؛ كنتيجة طبيعية للأول فهو يتنبأ بأن كلفة بناء خطوط تصنيع الشرائح تتزايد بمقدار الضعف كل 36 شهرا.
إن مصنعي الشرائح قلقون بشأن ما سيحدث عندما تبدأ مصانعهم بتصنيع شرائح تحمل خصائصًا نانوية. ليس بسبب ازدياد التكلفة الهائل فحسب، بل لأن خصائص المادة على مقياس النانو تتغير مع الحجم، ولا يوجد هناك سبب محدد يجعلنا نصدق أن الشرائح ستعمل كما هو مطلوب منها، إلا إذا تم اعتماد طرق جديدة ثورية لتصميم الشرائح المتكاملة. في العام 2010 سوف تصبح جميع المبادئ الأساسية في صناعة الشرائح قابلة للتغيير وإعادة النظر فيها بمجرد أن نبدأ بالانتقال إلى الشرائح النانوية منذ أن وضع مور قانونيه التجريبيين، إن إعادة تصميم وصناعة الشرائح لن تحتاج إلى التطوير فحسب؛ بل ستحتاج إلى ثورة تتغير معها المفاهيم والتطلعات. هذه المعضلات استرعت انتباه عدد من كبرى الشركات وجعلتهم يبدؤون بإعادة حساباتهم وتسابقهم لحجز موقع استراتيجي في مستقبل شرائح النانو.

## تاريخ تقنية النانو

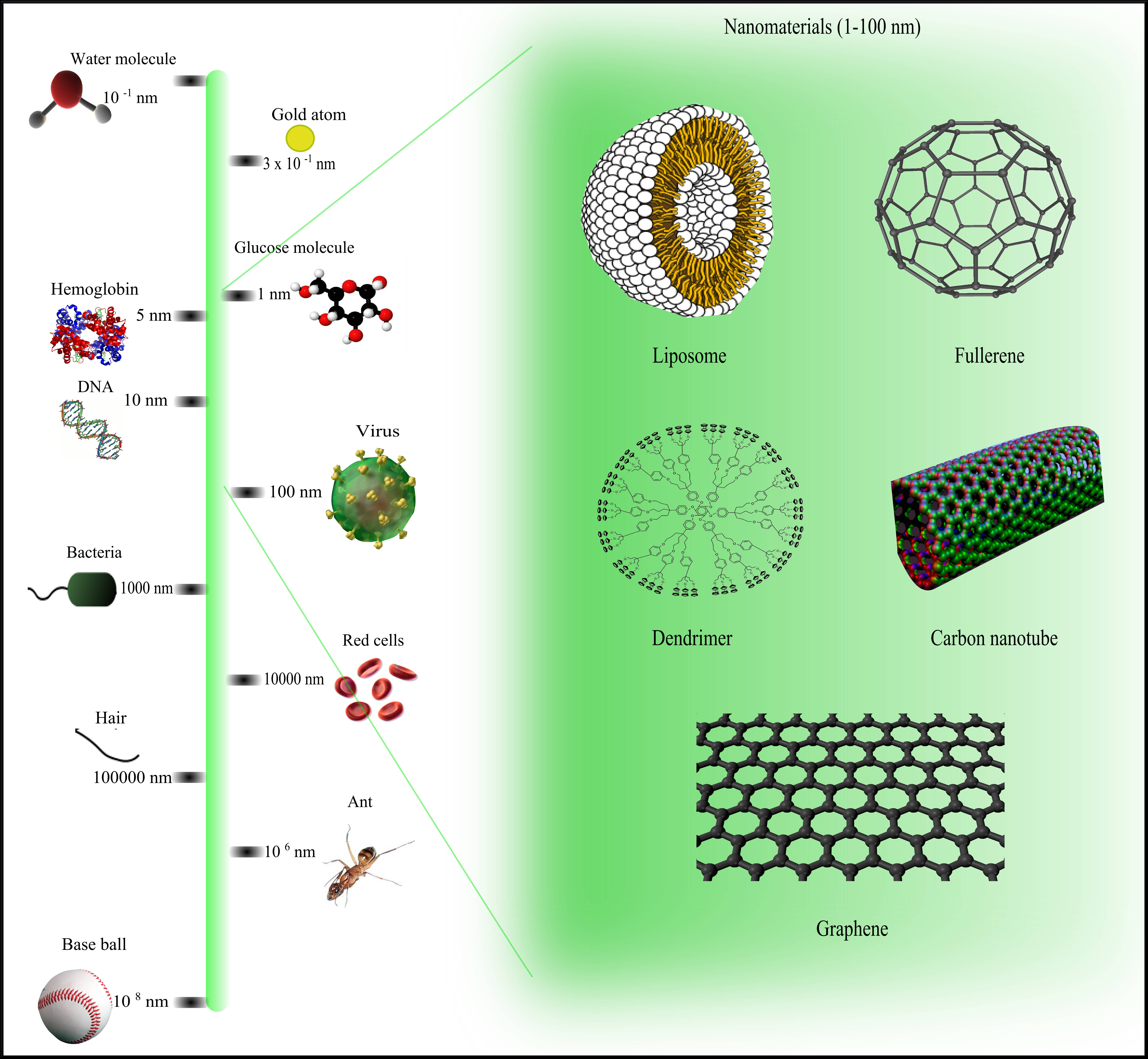
المقارنة بين أحجام المواد النانوية

- كشفت أبحاث ماريان ريبولد وزملائها في جامعة درسدن الألمانية الغطاء عن سر السيف الدمشقي المشهور بقدرته الكبيرة على القطع ومتانته المذهلة ومرونته الكبيرة، فقد تبين لها أنه مصنوع من مواد مؤلفة بمقياس النانومتر، فأنابيب الكربون النانوية التي تعتبر من أقوى المواد المعروفة وذات المرونة ومقاومة الشد المرتفعة، أحاطت بالأسلاك النانوية من السمنتيت (Fe3C) وهو مركب قاس وقصف.[13]
- منذ آلاف السنين قصد البشر استخدام تقنية النانو. فعلى سبيل المثال أستخدم في صناعة الصلب والمطاط. كلها تمت اعتمادا على خصائص مجموعات ذرية نانوميترية في تشكيلات عشوائية.وتتميز عن الكيمياء في أنها لا تعتمد على الخواص الفردية للجزيئات.. الأولى إلى بعض المفاهيم المميزة في النانو تقنية (تسبيق لكن استخدام هذا الاسم) في عام 1867 كاتب جيمس ماكسويل عندما اقترحت فكرة تجربة صغيرة كيان يعرف ماكسويل للشيطان من معالجة الجزيئات الفردية. في عام 1920 أدخل ارفنغ لانجميور وكاثرين بلودغيت مفهوم نظام monolayer أي طبقة ذرية واحدة أو طبقة مادة يبلغ سمكها مقاييس الذرة. وحصل لانجميور على جائزة نوبل في الكيمياء لعمله.

## انتقادات وردود
```
النانو جزيئات صغيره جدًا إلى الحد الذي يمكنها من التسلل وراء جهاز المناعة في الجسم البشري، وبإمكانها أيضًا أن تنسل من خلال غشاء خلايا الجلد والرئة، وما هو أكثر إثارة للقلق أن بإمكانها أن تتخطى حاجز دم الدماغ.
```

في سنة 1997م أظهرت دراسة في جامعة أكسفورد أن نانو جزيئات ثاني أكسيد التيتانيوم الموجودة في المراهم المضادة للشمس أصابت الحمض النووي DNA للجلد بالضرر. كما أظهرت دراسة في شهر مارس الماضي من مركز جونسون للفضاء والتابع لناسا أن نانو أنابيب الكربون هي أكثر ضررًا من غبار الكوارتز الذي يسبب السيليكوسيس وهو مرض مميت يحصل في أماكن العمل.

### النانو غدا
- مواد نانو: انابيب النانو الكربونية، مواد خفيفة يمكن ان تحدث ثورة في تصميم السيارات بسبب قوتها وقدرتها على توصيل الكهرباء والحرارة.
- نانو روبوت: المرحلة المقبلة في عمليات التصغير يمكن ان تؤدي إلى تصنيع محركات أو روبوتات ميكروسكوبية للمساعدة في دراسة الخلايا والنظم البيولوجية، بالإضافة إلى الألياف.
- عربات ميكرو: عربات متناهية في الصغر يمكن تطويرها لأبحاث الفضاء العميق، والمدارات والمناخ أو استكشاف الأسطح المتحركة.
- أوضح سكوت مايز رئيس معهد فورسايت في بالو التو بولاية كاليفورنيا «اعتقد انه على المدى القصير سنشاهد زيادة تدريجية في التقدم». وتجدر الإشارة إلى ان هذا المعهد هيئة لا تسعى للربح هدفه تعليم الرأي العام بخصوص نتائج التقدم في تقنيات النانو. واضاف مايز لا تتوقعوا قفزات هائلة في تقنية النانو في الوقت الراهن، بل زيادات تدريجية ـ التي بدأت تظهر بالفعل في مجالات المجسات، بل والمنتجات التجارية من مستحضرات التجميل إلى المعدات الرياضية. وذكر ان معهد فورسايت يفحص في الوقت الراهن كيف يمكن لتقنية النانو مواجهة مجموعة من التحديات التي تواجه البشرية اليوم. ومن بين قائمة أهم 10 موضوعات بالإضافة إلى مواجهة الأمراض المعدية وعلاج السرطان، وتوفير المياه النظيفة للجميع ـ هي توفير رحلات فضائية رخيصة للفضاء. وقال انه من الصعب القول ان تطبيقا معينا أكثر أهمية من التطبيقات الأخرى.

## وصلات خارجية
- مدونة علوم النانو تكنولوجي (بالعربية)